# 참수리급 고속정
참수리급 고속정(참수리型高速艇)은 백구급 미사일 고속정의 제조 단가가 비싸 로우급 전력으로 개발된 대한민국 해군의 주력 고속정으로, 소령이 편대장으로 지휘하며 대위가 정장으로 지휘한다.

## 개요
대한민국 주력 함정인 참수리급 고속정의 기본 설계는 백구급 후기형을 축소시킨 것으로 총 배수량은 170톤이다. 1978년부터 한진중공업와 대우조선해양에서 여러 모델이 건조되었다. 참수리급 고속정은 건조 과정에서 대간첩전의 교훈을 바탕으로 무장 시스템을 바꾸었는데, 이를 기준으로 초기형, 중기형, 후기형으로 구분하고 있다.
현재 대한민국 해군이 운용하고 있는 참수리급은 75척 정도이며, 대부분 노후화된 상태다. 초기형 5척은 필리핀 해군에 매각되었다. 참수리급 고속정은 2007년 현재 30년 가까이 현역으로 운용 중이나 함의 수명이 다하고 노후화되고 있어, 해군은 차기 고속정 사업을 추진하고 있으나, 사업 우선 순위에서 밀려 2015년 정도까지는 참수리급을 계속 운용할 예정이다.
그러나 로우급 전력으로 개발된 참수리고속정특성상 기뢰부설함까지 76mm함포를 달고다니는 한국해군중에선 화력이 약한편이라 구형함선위주인 조선민주주의인민공화국과의 무력충돌에서 대응전력으로 쓰기에 적합하며, 함이 워낙 작고 긴급출항이 용이해 거의 모든 잡다한 업무에 투입된다.

## 사용국가
- 가나 - 스테픈 오투 급(Stephen Otu Class)
- 동티모르 - 불명
- 방글라데시 - 티타스 급(Titas Class)
- 카자흐스탄 - 031 급(031 Class)
- 필리핀 - 토마스 바틸로 급(Thomas Batillo class)[3]
- 대한민국 - 참수리 급(Chamsuri class)

## 제원
참수리급의 제원은 다음과 같다. 단, 무장은 초기형, 중기형, 후기형이 각각 다르다.

### 무장
- 초기형 : 30mm 에머슨 2연장 기관포 1문(함수), 40mm 보포스 단장포 1문 (함미), 20mm 단장 기관포 2문 (함교 후방), M60 기관총 2정
- 중기형 : 30mm 에머슨 2연장 기관포 1문(함수), 20mm 발칸포 2문(함미), K-6 중기관총 2정
- 후기형 : 40mm 보포스 단장포 1문 (함수), 20mm 발칸포 2문(함미), K-6 중기관총 2정

이들 무장은 함정의 운용목적에 따라 다소간의 차이가 있기도 하다.
1998년 동해 잠수정 사건 이후 다음 무장이 추가되었다.
- 대잠폭뢰 - 소형 대잠폭뢰와 폭뢰 투하기가 추가되었다. 기어링급 구축함이 퇴역하면서 남은 헤지호그를 개조했다.

2002년 제2 연평해전 이후 다음 무장이 추가되었다.
- K-6 중기관총 - M60 기관총을 대체했다.

30mm 기관포는 덮개가 덮여 있으며, 항해 레이다가 좌표를 잡으면 조종은 사수가 하도록 되어 있다. 이로 인해 빠르게 움직이는 목표물에 대해서는 제한적으로만 대응할 수 있다.
60구경장, 40mm 단장포는 자동장전체제이고, 발사는 수동으로 하거나,
사격통제장치를 이용해 자동사격을 할 수 있다. 최대 발사속도는 분당 300발이며, 최대 사정거리는 카탈로그상 8.7km다. 사수가 직접 조준하여 사격할 수 있지만 정확도가 떨어지는 관계로 대체로 사통장비에 연결하여 자동사격을 하며, 거센 파도가 몰아쳐도 10발중 6~7발이 명중할정도로 명중률이 상당히 높은 편이다. 실제 유효사거리는 4 km 안팎이고 사수가 직접 조준하는 광학조준경은 2 km 이상에 대해서는 효과적인 사격은 힘들다.
발칸포 역시 수동 사격과 사격통제장치를 이용한 자동사격이 있으며 사거리는 2 km 안팤이고 수동사격 보다는 자동사격이 명중률이 훨씬 높다.
주 상대인 조선민주주의인민공화국 고속정대의 서호급 호위함과 청진급 초계정은 85mm 고사포를 탑재하고 있어 치명타를 맞을 시 격침될 수 있으나, 참수리급의 40mm단장포와 30mm기관포로는 반파시킬수는 있어도 격침시키지는 못한다. 
실제로 2002년 제 2연평해전 당시 조선인민군 해군소속 함선은 참수리급 고속정의 20mm, 40mm 포를 300발 이상을 맞고도 살아남을 수 있었다.

## 참수리급의 운용과 임무
현재 참수리급은 여름에 0척, 겨울에는 0척으로 1조를 이루며, 포항급 초계함이나 동해급 초계함과 한 조를 이루어 운영하고 있다. 이는 2002년 제2연평해전 당시 후방에 대기하던 포항급 초계함의 대응이 늦어 큰 피해를 입었던 전훈을 받아들여 포항급 또는 동해급 초계함의 사정거리 내에서 참수리급 고속정이 초계 활동을 벌임으로써 유사시 대응 능력을 높이려는 것이다.
참수리급이 수행하는 임무는 역시 조선민주주의인민공화국 고속정대에 대한 견제 활동이며, 그외에 불법 어로감시, 밀입국감시, 간첩선감시, 인원이송, 등의 업무를 수행한다. 취역 초기에는 대간첩선 작전에도 투입되었다. 2함대 기준으로 현재는 참수리 2~3척씩 편대를 이루어 운영하고 있다.
사실상 해군의 거의 모든 잡무는 참수리고속정이 맡고 있다고 봐도 무방하다.

## 개량과 차세대 사업

### 개량사업
2002년에 발발했던 제2 연평해전을 계기로, 참수리급 고속정들은 개량 작업을 시작하여 1함대 및 2함대의 참수리급 45척에 대해 개량 작업을 완료했다. 이 개량은 주로 방어력 강화에 집중해서 이루어졌다.
- 함교와 기관실 부분에 대한 이중 철판 장갑판을 추가 장착했다.
- 해군은 650여개의 신형 케볼라 방탄 헬멧을 구입하여 기존의 구형 헬멧을 교체했다.
- 화력 강화를 위해 2정의 M60 기관총을 K-6 중기관총으로 교체했다.
- 소총수 보호용 방탄판이 6개소에 추가 설치되었다.
- 화재와 침수에 대비하여 기존 60G/L 펌프를 250G/L 대용량으로 교체했다.
- 해군본부와 직접 교신을 위해 위성통신체계를 장착했다.

### 차세대 사업
2007년 6월 28일 참수리급 고속정을 대체할 차기고속정인 윤영하급 고속함(PKX-A) 1번함이 진수되었고, 2008년 12월 18일 해군에 인도되어 취역하였다. 1번함의 명칭은 2002년 제2 연평해전에서 전사한 정장 윤영하 소령의 이름을 따서 윤영하함이라고 지었다.
2010년까지 윤영하급 고속함(PKX-A) 2번함에서 5번함이 STX조선에 의해 제작되어 해군에 인도될 예정이며, 2011년까지 6번함에서 9번함까지 한진중공업에 의해 제작되어 인도될 예정이다.
차세대 고속정은 윤영하급 고속함 ((PKX-A))과 검독수리급 스텔스 미사일 고속정(PKX-B) (PKX-B)로 이원화하여 개발중이다.

## 같이 보기
- 제1연평해전 (1999년 6월 15일)
- 제2연평해전 (2002년 6월 29일)
- 대청해전 (2009년 11월 10일)
- 윤영하급 고속함
- 조선민주주의인민공화국 해군의 함정 목록

## 참고 문헌
- 밀리터리 리뷰 2004년 9월 호

## 참고 프로그램
- 《N.L.L.-연평해전》- 2013년작 영화(2015년 6월 24일 개봉)